# Mazerny
Mazerny je francouzská obec v departementu Ardensko v regionu Grand Est. V roce 2014 zde žilo 125 obyvatel.

## Poloha obce
Sousední obce jsou: Baâlons, Hagnicourt, Montigny-sur-Vence, Poix-Terron, Saint-Loup-Terrier a Wignicourt.

## Vývoj počtu obyvatel
Počet obyvatel

## Rodáci
- Jean Meslier – francouzský filozof
- Étienne Hulot – francouzský generál